# Juncus greenei
Juncus greenei là một loài thực vật có hoa trong họ Juncaceae. Loài này được Oakes & Tuck. mô tả khoa học đầu tiên năm 1843.